# Mindre gräsbärfis
Mindre gräsbärfis (Neottiglossa pusilla) är en insektsart som först beskrevs av Gmelin 1790.  Mindre gräsbärfis ingår i släktet Neottiglossa, och familjen bärfisar. Arten är reproducerande i Sverige.

## Bildgalleri

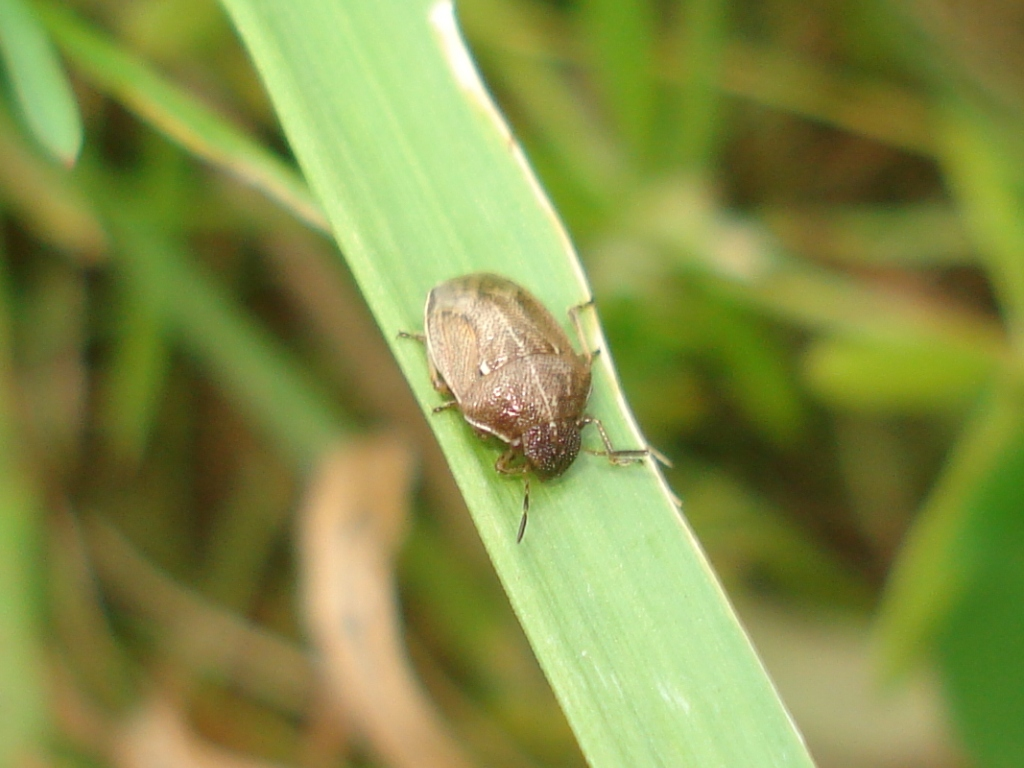